# Victor Lemoine
Pour les articles homonymes, voir Lemoine.
Victor Lemoine, né à Delme (Meurthe), le 21 octobre 1823 et mort à Nancy le 12 décembre 1911, est un pépiniériste issu d'une famille de jardiniers.

## Biographie
Victor Lemoine est considéré par l'horticulture mondiale comme le plus grand introducteur et sélectionneur de plantes horticoles de tous les temps. Installé à Nancy en 1849, après avoir travaillé en Alsace, à Gand et à Lille, il devint peu à peu le maître incontesté de l'hybridation horticole.
Il était assisté dans son travail par sa femme Marie-Louise, puis plus tard par son fils Émile (1862-1943).
Victor Lemoine a été membre de plusieurs grandes sociétés d'horticulture françaises et étrangères. En 1877, il fonda la Société centrale d'horticulture de Nancy avec Émile Gallé, François-Félix Crousse et Léon Simon. Il a été membre du conseil municipal de Nancy, officier de la Légion d'honneur. Il a fait une ample moisson de médailles d'or et d'argent, de prix et de grand prix lors des expositions nationales, internationales, universelles en France, en Europe ou en Amérique du Nord. Il fut le premier étranger à recevoir la médaille Veitch de la Royal Horticultural Society de Grande-Bretagne et le premier Européen à être honoré de la médaille d'honneur George Robert White de la Société d'horticulture du Massachusetts (en) aux États-Unis.
Son fils Émile et son petit-fils poursuivirent son œuvre. Il était le beau-père d'Émile Coué qui avait épousé sa fille Lucie en 1884 (1858-1954).

## Créations
Il a obtenu depuis 1852, les plantes ornementales les plus diverses comme les bégonias à massif, mais aussi d'appartement, le premier pélargonium à fleur double rouge, à l'origine de nos collections actuelles, les fuchsias… Il a travaillé sur les glaïeuls et les montbretias, les plantes vivaces dont les phlox, les astilbes, les pieds-d'alouette, les potentilles, les pyrèthres, les penstemons, mais aussi les arbustes à fleurs : hortensias, spirées, weigelias, diervillas, clématites, lilas à fleurs simples et doubles. Son mérite est d'autant plus grand que de nombreuses créations existent toujours et beaucoup restent inégalées.
Il a profité de l’introduction de nouvelles espèces chinoises comme le lilas duveteux Syringa villosa. Cette espèce avait déjà été collectée par le père d’Incarville (1706-1757) puis au XIXe siècle par le père David (1826-1900), comme les herbiers numérisés du Muséum national d’histoire naturelle l’attestent. Le Syringa villosa était déjà une belle plante ornementale mais Lemoine n’était pas satisfait et pensait qu’elle pouvait être encore améliorée. Il ne la croisa pas avec d’autres espèces mais méthodiquement sélectionna à chaque génération les graines des meilleures plantes et réussit à créer d’excellents cultivars qui sont maintenant classés sous le nom de Syringa groupe Villosae.

## L'horticulture et l'Ecole de Nancy

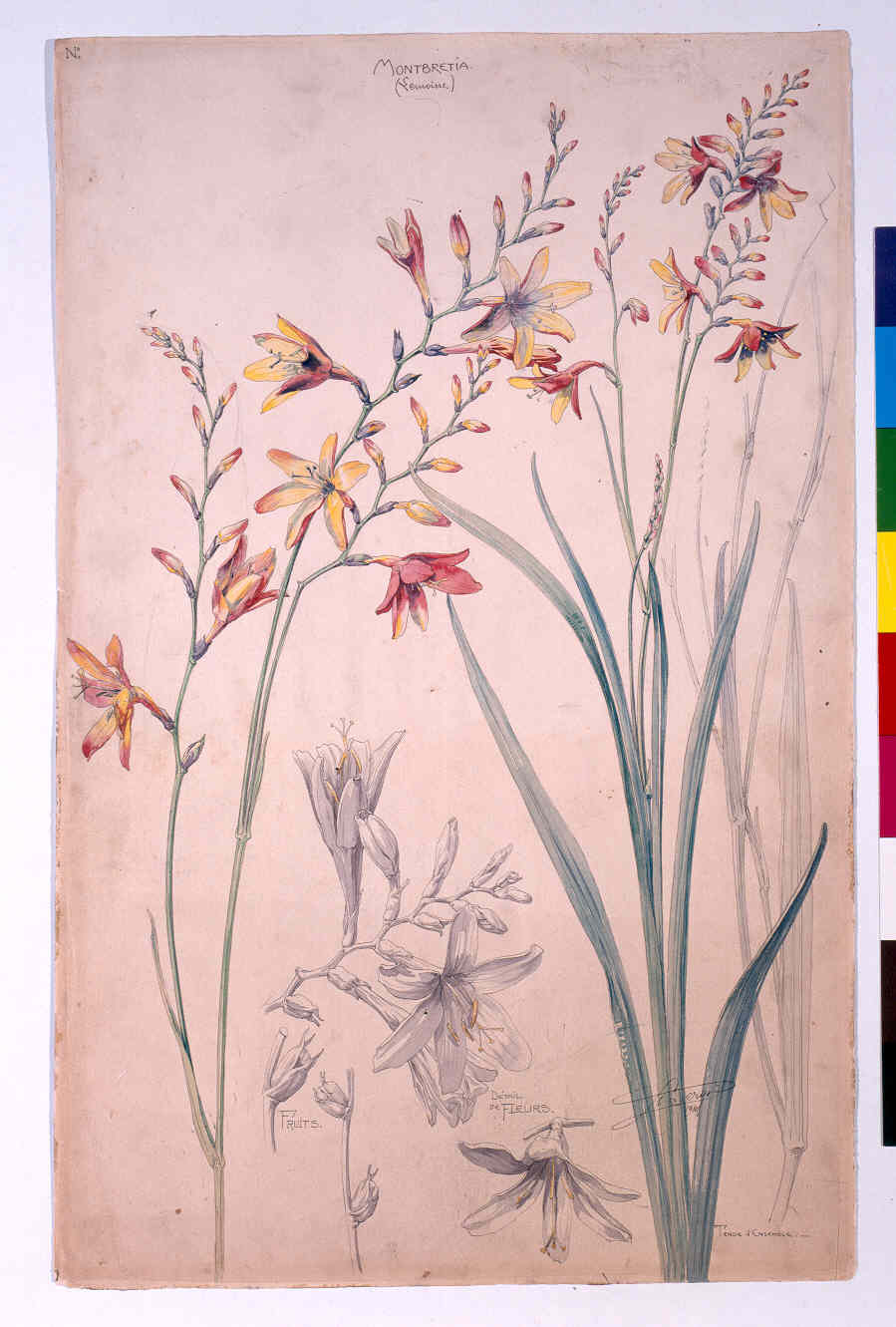
Il s'agit d'une étude de Montbrétia réalisée par Henri Bergé. Ce dessin à l'aquarelle, crayon et encre est accompagné d'une note citant Lemoine.

Le succès de l’horticulture à Nancy est lié à l’essor de la bourgeoisie et à l’histoire de la région. En 1870, Nancy devient la capitale de l’Est à la suite de l’annexion de l’Alsace-Moselle, la ville voit donc arriver un grand nombre d’Alsaciens et de Mosellans, ainsi elle s’agrandit très vite. A cette époque, les grandes maisons bourgeoises disposent de serres et de parcs sous la responsabilité de jardiniers qui rivalisent avec les horticulteurs en perpétuelle recherche de nouveauté. Cette période faste de l’horticulture est interrompue par la guerre de 1870 et il faudra attendre 1877 pour qu’une nouvelle association, la société centrale d’horticulture de Nancy voit le jour. Cette société de professionnels encourageait une large diffusion de connaissances, en comptant parmi ses membre de nombreux instituteurs ou en développant les jardins ouvriers. Enfin, l’ampleur des expositions horticoles contribue largement à la notoriété de la ville de Nancy, notamment avec la participation de Lemoine et Crousse à l’Exposition Universelle de 1878.
A ce moment là, Lemoine s’installe rue du Montet, à quelques pas de la nouvelle usine Gallé qui se situe rue Docteur-Bernheim. Emile Nicolas évoque alors ce rapprochement ainsi : « Ce fut alors un échange de tous les jours. Il régnait dans ce quartier une atmosphère de recherches intenses ». Les dessinateurs de verre n’avaient qu’à traverser la rue et se fournir en plantes et en fleurs pour leurs créations.
La créativité inlassablement renouvelée des horticulteurs nancéiens les faisaient qualifier de véritables artistes au même titre que des peintres ou sculpteurs. Bien que ces artistes horticoles n’aient jamais été associés directement au mouvement de l’Art Nouveau, ils n’en méritaient pas moins leur place puisque l'influence de ces derniers est incontestable sur les décors de l'Ecole de Nancy.

## Postérité

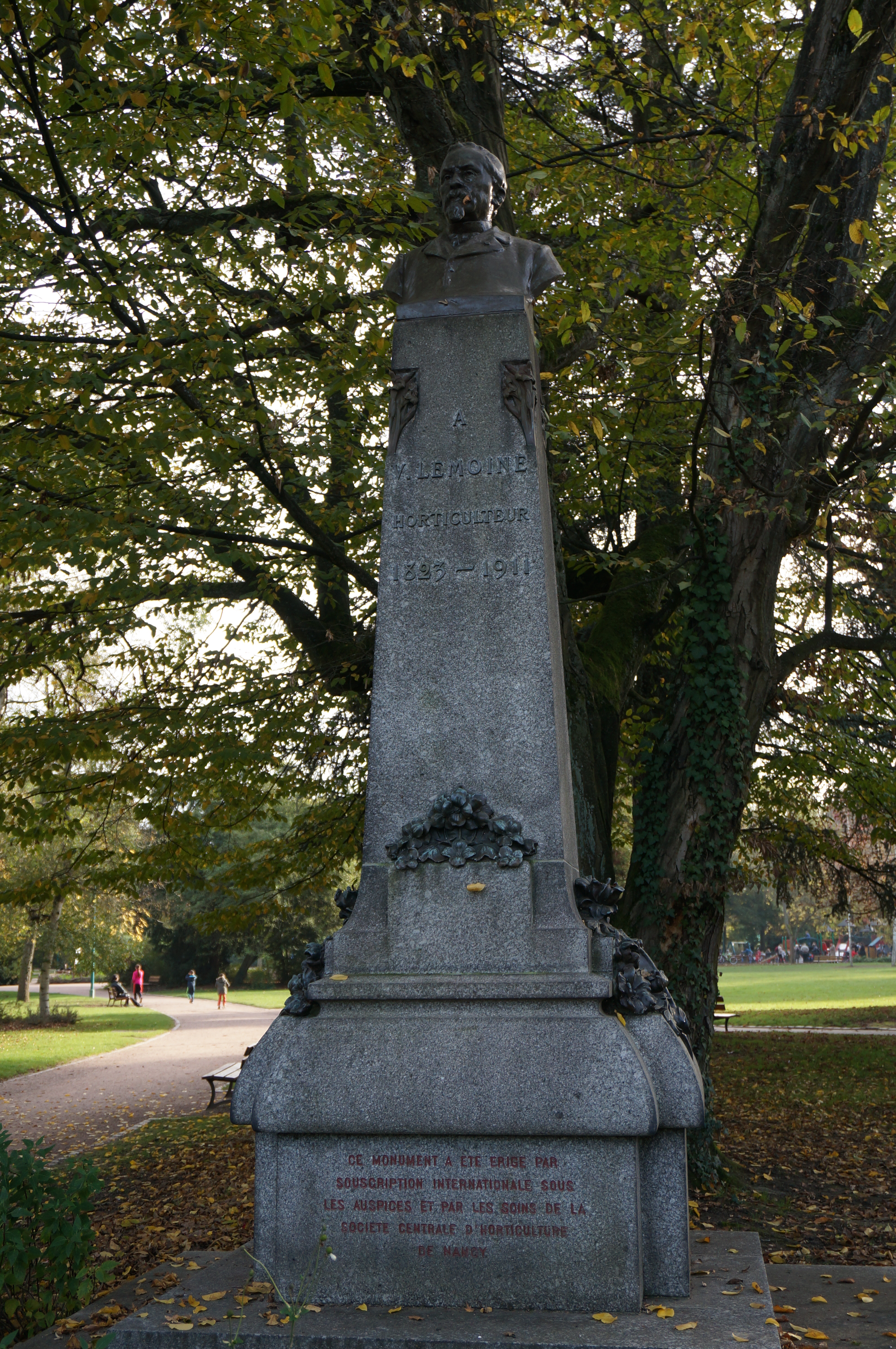
Buste de Victor Lemoine au parc Sainte-Marie de Nancy.

Un buste de Victor Lemoine, sculpté par Alfred Finot, a été inauguré au parc Sainte-Marie de Nancy, le 13 juin 1926.
Un cultivar de lilas (Syringa vulgaris) lui est dédié sous le nom de 'Victor Lemoine'. Une rose 'Victor Lemoine' est baptisée de son nom en 1888.

## Sources
- Cérémonie d'inauguration du monument Victor Lemoine au parc Sainte-Marie à Nancy, le 13 juin 1926, Nancy : Impr. nancéienne, 1926, 26 p. et 1 gravure.
- François Hirtz, Victor Lemoine, un grand nom de l'horticulture mondiale (thèse pour l'obtention du diplôme d'État de docteur en pharmacie), Université de Nancy I, 8 novembre 1993.